# Dream of a Rarebit Fiend
Dream of a Rarebit Fiend – amerykański krótkometrażowy film z 1906 roku w reżyserii Edwina S. Portera i Wallace'a McCutcheona.

## Fabuła
Klient restauracji łakomie je i pije przeróżne dania i trunki,  po czym  wychodzi z restauracji i zataczając się z pijaństwa idzie ulicą. Jest tak pijany, że świat wokół niego zdaję mu się dosłownie wirować, chwyta się więc jakiegoś słupa jak tonący koła ratunkowego.  Trzymając się słupa macha chusteczką wzywając tym pomocy jak rozbitek na morzu do czasu aż patrolujący ulicę policjant ściąga go ze słupa i przegania. Potem z niemałym trudem trafia w końcu do sypialni a w niej po kilku próbach do łóżka. Nie mogąc zasnąć patrzy na sypialnie i widzi w niej wędrujące gryzonie po czym z sypialni uciekają meble. W końcu zasypia lecz jest męczony przez kolejne koszmary w których robotnicy liliputy ciężkimi narzędziami walą go po głowie niby to pracując w ziemi, tudzież przez skaczące a potem wirujące łóżko które w końcu podrywa się do lotu i opuszcza wraz z nim "na pokładzie" sypialnię. Ostatecznie jegomość zawisa na wiatrowskazie z którego jednak spada i w gruzach ląduję na łóżku w którym zasnął, po czym spadłszy  z niego budzi się.